# Heliport Tasiilaq

i7
i11
i13
Der Heliport Tasiilaq (ICAO-Code: BGAM) ist ein Hubschrauberlandeplatz in Tasiilaq im östlichen Grönland.

## Lage und Ausstattung
Der Heliport liegt im östlichen Teil der Stadt, liegt auf einer Höhe von 24 Fuß und hat eine asphaltierte 30 × 20 m große rechteckige Landefläche.

## Fluggesellschaften und Ziele
Der Heliport wird von Air Greenland bedient, welche regelmäßige Flüge zu den Heliporten Isertoq, Tiilerilaaq, Kuummiit und Sermiligaaq sowie zum Flughafen Kulusuk anbietet.